# NeoStead 2000
NeoStead 2000 (NS 2000) — південноафриканський магазинний дробовик з ручним перезаряджанням виробництва компанії Truvelo Armoury. Розроблявся виключно для бойового чи поліцейського застосування.

## Конструкція
Основними відмінностями даної системи вважається компонувальна схема «булпап», живлення від двох магазинів, розташованих над стволом, і перезарядження рухом цівки вперед-назад. Органи управління зібрані у центральній частині. Загальний баланс зброї дозволяє вести вогонь однією рукою, вперши приклад у передпліччя.